# جني إنجين
جني إنجين (بالإنجليزية: Genie Engine)‏ هو محرك ألعاب تم تطويره من قبل شركة إنسمبل ستوديوز و تم استخدامه في عدة ألعاب محبوبة مثل أيج أوف إمبايرز و أيج أوف إمبايرز 2: ذا كونكرز . الألعاب المستندة على المحرك حصلت على تقييمات عالية مثل أيج أوف إمبايرز التي باعت قرابة 3 ملايين نسخة في سنة 2000  وحصلت على تقييم 87% من غيم رانكينغز.

## الألعاب
- أيج أوف إمبايرز
- أيج أوف إمبايرز: رايز أوف روم
- أيج أوف إمبايرز: ذي أيج أوف كينغز
- أيج أوف إمبايرز 2: ذا كونكرز